# Sphaeralcea parvifolia
Sphaeralcea parvifolia là một loài thực vật có hoa trong họ Cẩm quỳ. Loài này được A. Nelson miêu tả khoa học đầu tiên năm 1904.